# Cake (película de 2014)
Cake es una película del 2014 escrita por Patrick Tobin, dirigida por Daniel Barnz, y protagonizada por Jennifer Aniston, Adriana Barraza, Felicity Huffman, William H. Macy, Anna Kendrick, y Sam Worthington. Debutó en una sección del Festival Internacional de Cine de Toronto.
La actuación de Aniston le ha dado nominaciones para los Premios del Sindicato de Actores de Cine y los Premios Globo de Oro.

## Sinopsis
Claire Bennett (Jennifer Aniston) pasa por una etapa muy complicada de su vida: tiene una gran depresión y grave dolor crónico. Tiene repetidas visiones de Nina (Anna Kendrick), una chica de su grupo de apoyo de dolor crónico, quien se suicidó. Mientras Claire se encuentra al borde del suicidio, Nina le hablará en sus visiones, ayudándole a darse cuenta de su realidad.

## Elenco
- Jennifer Aniston como Claire Bennett.
- Adriana Barraza como Silvana.
- Anna Kendrick como Nina Collins.
- Sam Worthington como Roy Collins.
- Mamie Gummer como Bonnie.
- Felicity Huffman como Annette.
- William H. Macy como Leonard.
- Chris Messina como Jason Bennett.
- Lucy Punch como enfermera Gayle.
- Britt Robertson como Becky.
- Paula Cale como Carol.
- Ashley Crow como Stephanie.
- Manuel García Rulfo como Arturo.
- Camille Guaty como Tina.
- Allen Maldonado como Buddy.
- Camille Mana como enfermera Salazar.
- Julio Oscar Mechoso como Dr. Mata
- Evan O'Toole como Casey Collins.
- Pepe Serna como Nuncio.
- Misty Upham como Liz.
- Rose Abdoo como Innocencia.
- Alma Martinez como Irma.

## Producción
El 10 de febrero de 2014, se anunció que Jennifer Aniston sería la protagonista de Cake. El 15 de marzo, la actriz mexicana Adriana Barraza también se anunció que estaría en el elenco. El resto del elenco fue revelado el 1 de abril.
El rodaje comenzó en Los Ángeles el 3 de abril de 2014 y terminó el 6 de mayo.

## Estreno
La película fue estrenada en los cines en diciembre de 2014, antes de tener un estreno general el 23 de enero de 2015.

## Recepción
En Rotten Tomatoes tiene un 36% basado en 39 críticas. En Metacritic, tiene un 50 sobre 100 basado en 18 críticas.

## Nominaciones
| Año  | Premio                                          | Categoría                  | Recibidor                    | Resultado |
| ---- | ----------------------------------------------- | -------------------------- | ---------------------------- | --------- |
| 2014 | People Magazine Awards                          | Actuación del Año - Actriz | Jennifer Aniston             | Nominada  |
| 2015 | Festival de Cine de Capri-Hollywood             | Mejor Actriz               | Jennifer Aniston             | Ganadora  |
| 2015 | Festival Internacional de Cine de Santa Bárbara | The Montecito Award        | Jennifer Aniston             | Ganadora  |
| 2015 | Premios de la Crítica Cinematográfica           | Mejor actriz               | Jennifer Aniston             | Nominada  |
| 2015 | Premios Globo de Oro                            | Mejor actriz - Drama       | Jennifer Aniston             | Nominada  |
| 2015 | Premios del Sindicato de Actores 2014           | Mejor actriz               | Jennifer Aniston             | Nominada  |
| 2015 | Casting Society of America                      | Drama de bajo presupuesto  | Mary Vernieu, Lindsay Graham | Pendiente |